# Music of Hawaii
《Music of Hawaii》는 1939년 데카 레코드에서 다섯 개의 하와이 음악 SP 음반으로 발매한 컴필레이션 음반이다.

## 배경
역사적으로 "앨범(album)"이라는 용어는 책 형식으로 소장된 다양한 물품을 일컫는 말이었다. 음악적으로는 19세기 초 인쇄되었던 짧은 음악 악보를 모아놓은 것을 뜻하였다. 이후 78rpm의 속도로 재생되는 레코드가 나오자 이 레코드를 모아 앨범 형식으로 만들어졌다.(당시에는 레코드 한 쪽에 약 3.5분 정도만 녹음할 수 있었다.) 그렇게 레코드 서너개를 모아 하나의 앨범으로 팔게 되었다. 폴리오(folio)로도 알려진 이 형식이 인기를 끌게 되었고, 이후에는 배급사에서 좋아하는 노래를 넣을 수 있는 빈 음반에 일종의 테마나 콘셉트를 만들어 레코드 간의 연결 고리나 상관 관계를 만드는 것이 인기를 끌었다. 1930년대 후반에 이르러서는 아예 아티스트들이 테마를 염두에 두고 6개에서 8개의 노래를 녹음하기 위해 스튜디오에 들어갈 정도로 발전하였다. 이런 현상은 장시간 음반(LP)가 보편화되면서부터 점점 없어지게 되었지만, 이후 콘셉트 음반이라는 비슷한 개념의 음반이 나오게 되었다.
데카 레코드에서 처음으로 발매한 음반은 1938년에 발매해 카탈로그 넘버 A-1이 부여된 블라디미르 로싱의 《Moussorgsky Songs》으로 추정되고 있다. 또 초기의 콘셉트 음반은 《Music of Hawaii》로 1938년에 8곡을 녹음하였고, 상업적인 가치를 올리기 위해서 빙 크로스비가 2년 전인 1936년에 부른 하와이 관련 노래 2곡을 추가하여 총 10곡으로 구성되게 하여 만들었다.

## 트랙 리스트
음반으로 묶인 이 곡들은 모두 재발매되는 곡으로 카탈로그 넘버 A-10이 부여되었다.
디스크 1 (880)
1. "Song of the Islands”, 1936년 7월 23일 빙 크로스비, 딕 매킨타이어와 하와이인
[4]
2. "Aloha Oe (Farewell to Thee)” 1936년 7월 23일 빙 크로스비, 딕 매킨타이어와 하와이인[4]

디스크 2 (1908)
1. "Hawaiian Paradise” 1938년 4월 13일 해리 오언스와 오케스트라
2. "My Isle of Golden Dreams” 1938년 4월 4일 해리 오언스와 오케스트라[5]

디스크 3 (1909)
1. "My Little Grass Shack in Kealakekua, Hawaii” 1938년 4월 20일 테드 피오 리토와 오케스트라
2. "King Kamehameha” 1938년 4월 20일 테드 피오 리토와 오케스트라[5]

디스크 4 (1910)
1. "Across the Sea” 1938년 6월 1일 레이 키니와 하와이인
2. "Ho‘onanea Hula” 1938년 6월 1일 레이 키니와 하와이인[5]

디스크 5 (1911)
1. "Old Plantation” 1938년 6월 1일 레이 키니와 하와이인
2. "King's Serenade” 1938년 6월 1일 레이 키니와 하와이인[5]